# Drozdówko (Kowale Oleckie)
Drozdówko (deutsch Salzwedel) ist ein Ort in der polnischen Woiwodschaft Ermland-Masuren, der zur Landgemeinde Kowale Oleckie (Kowahlen, 1938–1945 Reimannswalde) im Powiat Olecki (Kreis Oletzko/Treuburg) gehört.

## Geographische Lage
Das einstige Gutsdorf Salzwedel, im Jahr 1818 gegründet, wurde 1874 in den neu errichteten Amtsbezirk Bialla (polnisch Biała Olecka) eingegliedert. Dieser – von 1903 bis 1945 Amtsbezirk Billstein genannt – bestand bis 1945 und gehörte zum Kreis Oletzko (1933–1945 Landkreis Treuburg) im Regierungsbezirk Gumbinnen der preußischen Provinz Ostpreußen.
Der Gutsbezirk Salzwedel zählte im Jahr 1910 insgesamt 56 Einwohner.
Aufgrund der Bestimmungen des Versailler Vertrags stimmte die Bevölkerung im Abstimmungsgebiet Allenstein, zu dem Salzwedel gehörte, am 11. Juli 1920 über die weitere staatliche Zugehörigkeit zu Ostpreußen (und damit zu Deutschland) oder den Anschluss an Polen ab. In Salzwedel stimmten 48 Einwohner für den Verbleib bei Ostpreußen, auf Polen entfiel keine Stimme.
Am 30. September 1928 gab er seine Eigenständigkeit auf und schloss sich mit den Nachbarorten Buttken (polnisch Budki) und Drosdowen (1934–1945 Drosten, polnisch Drozdowo) zur neuen Landgemeinde Buttken zusammen.
In Kriegsfolge kam das Dorf im Jahr 1945 mit dem gesamten südlichen Ostpreußen zu Polen und erhielt die polnische Bezeichnung Drozdówko. Heute ist der Ort eine Ortschaft im Verbund der Landgemeinde Kowale Oleckie im Powiat Olecki, bis 1998 der Woiwodschaft Suwałki, seither der Woiwodschaft Ermland-Masuren zugehörig.

## Religionen
Die überwiegend evangelische Bevölkerung Salzwedels war bis 1945 in den Pfarrsprengel der Kirche Mierunsken (1938–1945 Merunen, polnisch Mieruniszki) im Pfarrverbund Mierunsken/Sczeczinken (1916–1945 Eichhorn, polnisch Szczecinki) eingepfarrt und war Teil des Kirchenkreises Oletzko/Treuburg in der Kirchenprovinz Ostpreußen der Evangelischen Kirche der Altpreußischen Union. Heute gehören die wenigen evangelischen Kirchenglieder in Drozdówko zur Pfarrei Suwałki mit Filialgemeinde in Gołdap (Goldap) in der Diözese Masuren der Evangelisch-Augsburgischen  Kirche in Polen.
Katholische Kirchenglieder waren bis 1945 nach Marggrabowa (1928–1945 Treuburg, polnisch Olecko), damals im  Bistum Ermland, orientiert. Heute stellen sie in Drozdówko die Mehrheit und gehören zur neu errichteten Pfarrei in Kowale Oleckie, zugehörig zu einem der beiden Dekanate mit Sitz in Olecko, im Bistum Ełk (Lyck) der Katholischen Kirche in Polen.

## Verkehr
Drozdówko liegt an einer Nebenstraße, die bei Drozdowo (Drosdowen, 1934–1945 Drosten) von der polnischen Woiwodschaftsstraße 652 (einstige deutsche Reichsstraße 137) abzweigt und nach Kucze (Kutzen) führt. Bis 1945 war Drozdowo die nächste Bahnstation und lag an der – heute nicht mehr betriebenen – Bahnstrecke Treuburg–Garbassen (Olecko–Garbas Drugi) der Treuburger Kleinbahnen.